# Agathenburg
Agathenburg település Németországban, azon belül Alsó-Szászország tartományban. Lakosainak száma 1399 fő (2023. december 31.). Agathenburg Dollern, Stade, Hollern-Twielenfleth, Steinkirchen és Guderhandviertel községekkel határos.

## Népesség
A település népességének változása:
| Lakosok száma | 1161 | 1177 | 1217 | 1236 | 1355 | 1365 | 1399 |
|               | 2014 | 2016 | 2017 | 2019 | 2021 | 2022 | 2023 |